# TVP3 Białystok
TVP3 Białystok — польський регіональний телеканал, регіональна філія суспільного мовника «TVP» з центром мовлення в Білостоці.
Місцеві студії телеканалу є у Ломжі та Сувалках.

## Історія
У липні 1996 року в Білостоці було створено Регіональне управління польського телебачення, яке приєдналося до решти одинадцяти місцевих відділень TVP, але у тому ж році «OTV Białystok» ще не розпочав трансляцію власних програм.
Спочатку студія каналу розташовувалася в офісній будівлі на півночі міста, але вже в січні 1997 року була обладнана сучасна будівля телеканалу.
Особливий акцент був зроблений на створенні професійної та надійної інформаційної сітки з актуальними новинами з регіону. 16 лютого 1997 року вийшов перший випуск передачі «Obiektyw» — нині провідна програма новин на «TVP3 Białystok».
Згодом з'являлися чергові передачі «Telewizja Białystok»:
- 9 березня 1997 року — тележурнал про життя нацменшин «Самі про себе»
- 11 квітня 1997 року — культурний тележурнал «Prezentacje»
- 17 квітня 1997 року — передача для родинного перегляду «Pół godziny dla rodziny»
- 1 липня 1997 року — щоденний ранковий журнал «Budzik»
- 6 липня 1997 року — огляд найважливіших подій регіону «Tygodnia w obiektywie»
- 25 серпня 1997 року — спортивний огляд
- 6 вересня 1997 року — тележурнал «Osobości».

У червні 1997 року було введено цифрове обладнання, що дозволило змінити технологію виробництва телевізійних програм. Це був перший центр у Польщі, який протестував цифрову телевізійну систему DVC-PRO. 21 грудня 1997 року розпочався показ власної 17-годинної регіональної програми через телевізійний передавач у Криницях біля Білостока з радіусом покриття понад 100 км.
На початку 1998 року канал розпочав мовлення як частина регіональної програми, сигнал телетексту — «TeleGazeta Podlaska». 24 грудня 1998 року відбулася перша пряма передача на регіональну антену з використанням волоконної оптики.
Сфера телерепортажу на каналі динамічно розвивалася. Журналісти завойовували нагороди на престижних фестивалях, тоді як у теле- і кіносередовищі йшлося про «білостоцьку репортажну школу».
31 березня 1999 року запущено цифрову нелінійну передачу сигналу. 1 січня 2000 року з телецентром у Варшаві було встановлено пряме оптичне з'єднання. 19 серпня 2000 року відбулася перша загальнонаціональна передача через супутникове мовлення.
3 березня 2002 року «TVP Białystok» приєднався до загальнодержавної регіональної телемережі — TVP3. 15 вересня 2002 року в мережі з'явився вебсайт білостоцької філії TVP. З 6 жовтня 2007 року по 31 серпня 2013 року «TVP Białystok» транслював локальну програму в рамках мовлення TVP.
У 2003 році розпочато мовлення щотижневого тележурналу українською мовою «Український перегляд».
1 вересня 2013 року центр увійшов до складу «TVP Regionalna», що транслює 4,5 години регіональної програми на добу, а у вихідні — 5 годин на добу. 2 січня 2016 року телеканал у Білостоці повернув стару назву «TVP3 Białystok».